# Nico Robin
Nico Robin (ニコ・ロビン, Niko Robin; também conhecida como Robin a Filha do Demônio) é uma personagem fictícia da obra japonesa One Piece de Eiichiro Oda. Inicialmente uma antagonista, ela depois convence o capitão Monkey D. Luffy a deixá-la entrar no seu bando dos Piratas do Chapéu de Palha. Uma arqueóloga assassina, suas intenções pareciam sempre ambíguas e a personagem é muito reservada até ser revelado que Robin nasceu na ilha Ohara que foi dizimada pelo Governo Mundial quando seus historiadores chegaram perto de descobrir os mistérios do Século Perdido. Somente ela sobreviveu e agora é a única pessoa no mundo que ainda consegue ler as antigas pedras chamadas Poneglyphs que contém segredos da história, um ato considerado tabu pelo Governo.
Robin é uma das personagens mais populares de One Piece. Suas atitudes e motivações mantinham o público incerto do que ela traria para a narrativa e a eventual revelação de seu passado é tida como um dos pontos altos da série. O momento em que Robin aceita seus companheiros como família durante o arco de Enies Lobby e reacende sua vontade de viver é extremamente elogiado. A jornada pessoal de Robin é apontada como uma abordagem da importância da história para construção das civilizações atuais.

## Criação e concepção
Em seus planos iniciais, o autor Eiichiro Oda planejava que Robin fosse um homem com habilidades de botânica. Tais rascunhos foram descartados, entretanto, com Robin se tornando uma mulher e seus atributos de plantas sendo passados para Usopp. Uma conexão com flores foi mantida na personagem através de seus poderes. Ainda em relação às suas habilidades, Oda determinou que a maioria dos seus ataques teriam palavras em espanhol, especialmente números. Sua aparência é baseada na personagem Mia Wallace do filme Pulp Fiction, dirigido por Quentin Tarantino de quem Oda afirma ser fã. Robin é capaz de criar partes do corpo sobre qualquer superfície mas nunca criou um segundo rosto por completo, somente partes separadas como um olho ou orelha. Eiichiro Oda afirma que seria muito aterrorizante caso ela fizesse um rosto inteiro. Sobre sua etnia, o autor revelou que caso One Piece se passasse no mundo real ele imagina Robin como russa.
Na adaptação em anime, Robin foi retratada com uma cor de pele mais morena ao contrário do seu tom caucasiano do mangá. Após um salto de dois anos que acontece na narrativa, a empresa Toei Animation optou por colorir a personagem conforme o material original.

## Características da personagem

### Aparência
Em entrevista, Eiichiro Oda revelou que a cor primária de Nico Robin e todo seu material promocional é violeta. Diferentemente dos outros personagens principais, Robin não tem um traje inicial fixo. Apesar disso ela ficou marcada pela roupa de cowboy que vestia quando foi introduzida, consistindo em conjunto todo roxo de saia, camisa, faixa no braço esquerdo e chapéu. Seu cabelo preto ia até a altura dos ombros e era penteado com uma franja curta. Após um salto de dois anos na história, Robin retorna com cabelo longo e penteado para trás, embora tenha voltado a franja inicial após um tempo. Ela veste uma jaqueta de couro azul junto de uma grande saia rosa com bordado de plantas, além de usar óculos escuros.

### Personalidade
Serena e tranquila, Robin é uma das personagens que menos tem explosões emocionais. Ela é muito paciente e sábia, quase sempre está lendo e estudando quando sua tripulação navega. Sua vida como forajida a fez ser reservada e calma até em momentos de tensão ou quando ela está ameaçando alguém. Robin costumava se manter distante e falar pouco em decorrência do trauma causado pelo genocídio de seu povo mas após passar tempo com seus novos companheiros e ser salva por eles, ela começou a se abrir mais. Além disso, o amor dos Chapéus de Palha fizeram com que ela não se enxergasse mais como uma existência que só provoca tragédias e sim como alguém digna de estar viva. Após finalmente aceitá-los ela começa a ser mais brincalhona e relaxada, o que é evidenciado por suas risadinhas.
Robin tem um lado macabro em sua personalidade e frequentemente solta comentários mórbidos e brutos, o que deixa seus companheiros horrorizados. Em outras ocasiões ela demonstra entusiasmo por coisas com temática de terror. Tais situações costumam ocorrer de forma cômica. Apesar disso, ela também uma imaginação infantil e costuma processar situações e acontecimentos bizarros como pensamentos fofos e bobos que ela disfarça mantendo uma expressão séria. Ela inclusive tem um certo orgulho que a impede de fazer parte das brincadeiras embaraçosas dos seus tripulantes.
Mantendo viva a vontade de Ohara, ela procura a verdade sobre a história do mundo o que inclui a fundação do Governo Mundial, a figura de Joy Boy, as três armas ancestrais e especialmente o Século Perdido, um período entre 800 e 900 anos atrás que não possui nenhum registro de acontecimentos. Robin acredita que tudo será revelado quando ela encontrar o Rio Poneglyph, a mensagem codificada quando alguém lê todos os trinta Poneglyphs espalhados pelo mundo. Ela não entende pessoas que não respeitam o estudo histórico e afirma que quem não respeita o passado está fadado a cometer os mesmos erros.

Robin brotando braços extras por seu corpo.

### Poderes e habilidades
Robin comeu a Hana-Hana no Mi, uma fruta do diabo do tipo paramecia que dá ao usuário a habilidade de duplicar e fazer brotar qualquer parte do próprio corpo onde a pessoa desejar, sejam superfícies ou até mesmo em outros seres vivos. Partículas em formato de pétalas rosas aparecem quando ela ativa seus poderes. Um dos golpes-padrão de Robin é a criação de várias mãos como forma de atacar ou agarrar seus adversários, muitas vezes torcendo suas costas ou pescoço. Ela tende a cruzar seus braços em um formato de "X" antes de realizar um ataque para se concentrar, mas tal ato não é obrigatório. Robin costuma atacar com braços e pernas mas também age furtivamente criando olhos e orelhas para adquirir informações em segredo. Ela controla tão bem os poderes de sua fruta que é capaz de juntar diversos braços para criar asas, redes, e membros maiores que o tamanho normal. Após treinar dois anos com o Exército Revolucionário, Robin evoluiu seus poderes para conjurar membros gigantescos e criar clones completos de si mesma. Ela revela ser capaz de brotar uma cópia gigante da parte superior de seu corpo e ainda adicionar elementos demoníacos como asas de morcego, chifres e presas para intimidação. Ela também aprendeu golpes marciais de Karatê dos Homens-Peixe. Seu ponto fraco é que qualquer dano feito nas partes extras é sentida no corpo real de Robin. Assim como todo usuário de Akuma no Mi, Robin é amaldiçoada pelo mar e não consegue nadar. Ela se enfraquece e afunda quando é submersa em água ou frente ao mineral Kairōseki, descrito como o mar em forma sólida.

## História
A primeira parte de One Piece se passa na metade dos mares da Grand Line chamada Paraíso por serem muito mais tranquilos e com mais influência da marinha. Já a segunda parte ocorre no chamado Novo Mundo onde vivem os piratas mais fortes de todos.

### Paraíso
Robin nasceu na ilha Ohara, famosa por seus historiadores dos quais sua mãe Nico Olvia fazia parte. Olvia deixou Robin aos dois anos para pesquisar sobre a história do mundo e desvendar os mistérios escondidos do Século Perdido. Crescendo com seus tios abusivos, Robin encontrava conforto com o professor Clover e outros acadêmicos que também pesquisavam o Século Perdido e as pedras Poneglyphs, ato proibido pelo Governo Mundial. Certo dia ela conhece o gigante Jaguar D. Saul, um vice-almirante fugitivo da marinha que veio avisar Ohara da eventual chegada de navios de guerra que destruiriam a ilha agora que seus estudiosos estavam alcançando a verdade sobre o mundo. Robin brevemente se reencontra com sua mãe, que estava de volta à ilha para tentar impedir o golpe, mas é levada embora por Saul até ele ser morto pelo vice-almirante Kuzan. Conforme Ohara é bombardeada, Kuzan permite que a pequena Robin fuja em uma jangada com o aviso de que vai continuar observando-a. Ela viveu os próximos vinte anos como fugitiva do governo. Várias mentiras foram espalhadas a seu respeito e assim Robin se tornou conhecida como um demônio enquanto o massacre de Ohara foi publicamente relatado como um ato de heroismo para impedir que os pesquisadores locais encontrassem armas ancestrais que ameaçariam o mundo.
Continuando a missão de seus falecidos companheiros, Robin cresceu trabalhando no submundo para encontrar mais Poneglyphs. Ela é introduzida com o codinome Miss All Sunday, parceira de Sir Crocodile e sua organizão criminosa Baroque Works que visavam tomar o reino de Alabasta. Ela antagoniza os Piratas do Chapéu de Palha que ofereceram ajuda à princesa Vivi mas secretamente buscava um Poneglyph escondido em Alabasta. Quando tal Poneglyph revela informações sobre a arma Pluton e não do Século Perdido, Robin se volta contra Crocodile mas é gravemente ferida. Cansada e sem esperanças, ela desiste de viver mas é salva pelo capitão Monkey D. Luffy e decide navegar com os Chapéus de Palha. Juntos eles seguem viagem procurando pelo tesouro One Piece e passam por lugares como Skypiea, uma ilha do céu onde Robin encontra outro Poneglyph contendo inscrições a cerca da arma Poseidon. Durante as viagens, Kuzan aparece para ver Robin e isso resulta numa briga entre o bando e o atual almirante. Todos são derrotados por Kuzan e Robin começa a se sentir um peso para seus companheiros. Esses sentimentos crescem até que na cidade Water 7 ela decide se entregar aos assassinos do governo, o grupo CP9, como oferenda para proteger os Chapéus de Palha. Ela é levada até o centro judiciário Enies Lobby porém seguida por seus novos amigos, que oficialmente declaram guerra contra o Governo Mundial. Se sentindo amada após anos, Robin se volta contra o oficial Spandam enquanto seu bando enfrenta o restante da CP9. Após ser libertada por Usopp e Franky, ela mesma derrota Spandam e todos fogem para continuar sua aventura.
Depois de passarem pelo navio fantasma Thriller Bark, o bando chega no arquipélago Sabaody onde são surpreendidos pelo almirante Kizaru e depois separados ao redor do mundo pelo pirata aliado ao governo Bartholomew Kuma. O destino de Robin foi Tequila Wolf, uma ponte colossal construída por escravos sobe mandado dos nobres mundiais. Robin ajuda os escravos a se rebelarem e logo se encontra com o Exército Revolucionário. Através do jornal ela descobre que Luffy perdeu seu irmão Ace enquanto os Chapéus de Palha estavam separados e agora ordena que o grupo passe os próximos dois anos treinando para ficarem mais fortes. Robin decide permanecer com os revolucionários e logo se aproxima do líder Monkey D. Dragon.

### Novo Mundo
Os Chapéus de Palha se reencontram após dois anos e zarpam para a submarina Ilha dos Homens-Peixes onde as explorações de Robin a levam até um Poneglyph que citava uma figura do Século Perdido chamada Joy Boy. Ela também descobre que a princesa sereia Shirahoshi é a atual encarnação da arma Poseidon. Seguindo rumo para Punk Hazard, Luffy forma uma aliança com Trafalgar Law para derrubar um dos imperadores do mar, Kaidou, mas antes eles vão até Dressrosa enfrentar Donquixote Doflamingo, um capanga de Kaidou. Conforme o grupo se envolve nos conflitos locais, Robin assume um papel de suporte nas lutas contra a família Donquixote e depois se dedica a proteger a princesa Rebecca. A viagem segue para Zou, lar da tribo Mink de animais humanóides que guardavam um Road Poneglyph, uma variação de cor vermelha cuja leitura mostra a Robin parte das coordenadas para alcançar a última ilha, Laugh Tale. Conforme Sanji é sequestrado pela imperadora Big Mom, Luffy separa sua tripulação em um grupo de resgate e outro que deve seguir com Law para o país de Wano onde eles enfrentariam Kaidou.
Robin é uma das que vai para Wano e lá ela se disfarça de uma gueixa com o nome Orobi para se aproximar do shogun Orochi, parceiro de Kaidou, e assim adquirir informações para sua aliança. Quando seu disfarce é descoberto pelos guardas inimigos, ela se reagrupa com seus companheiros até que é chegada a noite da investida. No confronto entre as forças aliadas e os Piratas Fera de Kaidou, Robin derrota a oponente Black Maria mas se vê em perigo ao descobrir que agentes governamentais da CP0 também estavam em Wano para caçá-la. Ela felizmente consegue despistá-los com a ajuda de Brook e, após a vitória dos Chapéus de Palha, encontra outro Road Poneglyph que confirmava a presença de Pluton no subsolo de Wano.

## Aparições em outras mídias
Apesar da sua introdução tardia em relação a outros personagens principais, Robin recebe muito destaque em outras mídias de One Piece. Ela faz uma pequena aparição no segundo filme da série mas só se torna uma personagem regular a partir do quarto. Também está presente em inúmeros jogos da franquia, usualmente como personagem jogável. No título One Piece: Super Grand Battle! X para Nintendo 3DS, uma parceria com a Nintendo garantiu uma roupa especial de Samus Aran para Robin. Robin estrela o segundo capítulo da light novel One Piece novel HEROINES, publicada na revista One Piece Magazine e focada nas personagens femininas do mangá. Intitulado "episode: ROBIN - Unscramble egg of the archeologists", o capítulo mostra Robin e o exército revolucionário preparando uma receita que é o único registro restante de um reino que foi destruído.
Fora da adaptação em anime, muitos especiais de TV japoneses apresentam Robin ao lado de seus companheiros. Em Dream 9 que é em conjunto com Dragon Ball e Toriko, Robin é um dos que participa de uma corrida para ganhar uma carne rara. No curta Kyutai Panic Adventure! (球体パニックアドベンチャー!, Kyutai Panikku Adobencha!), Robin e os Chapéus de Palha enfrentam os Piratas de Arlong enquanto Luffy e o Astro Boy ajudam Goku a lutar contra Freeza. Ela retorna na sequência Kyutai Panic Adventure Returns! (球体パニックアドベンチャーリターンズ!!!, Kyutai Panikku Adobencha Ritanzu!!!) onde Enel ataca a sede da Fuji TV. Quando a seção esférica do prédio cai, Robin aparece para segurá-la junto de Zoro e Sanji.
No mangá Cross Epoch, de Akira Toriyama, os personagens de One Piece se encontram aos de Dragon Ball. Robin é reimaginada como uma pirata espacial sobe comando de Vegeta. Ela aparece no video-game Jump Super Stars, lançado para Nintendo DS, como uma personagem jogável em combate. Na sequência chamada Jump Ultimate Stars, lançado pro mesmo console, a personagem retorna.
Ao longo dos anos, Robin foi mencionada em músicas e recebeu as suas próprias. "My Real Life" apresenta ela contemplando seu passado enquanto canta sobre encontrar o Rio Poneglyph. Já a canção "A Thousand Dreamers" mostra os Chapéus de Palha cantando enquanto viajam pelo Thousand Sunny após dois anos separados. A tripulação ainda é destaque na música "A-ra-shi: Reborn" da boy band japonesa Arashi. No clipe oficial, a banda e os Chapéus de Palha se aventuram juntos e depois se apresentam em um palco.

## Recepção

### Popularidade e crítica
Em sua introdução como vilã, Nico Robin já tinha uma ligeira popularidade e se colocou em décimo primeiro lugar nas pesquisas oficiais do mangá com o público japonês. Sua crescente participação e desenvolvimento fizeram com que ela atingisse quinta e sétima colocação em pesquisas posteriores. Contudo, ela caiu para décimo primeiro e décimo segundo nas últimas duas pesquisas por conta de sua participação diminuída no Novo Mundo. Mesma assim ela atingiu o sexto lugar na votação com público mundial e esteve no Top 10 de todos os continentes. Em 2013 o portal e loja virtual Tokyo Otaku Mode realizou uma enquente com 100 países perguntando quais personagens de anime e mangá os fãs gostariam de namorar; Robin ranqueou em segundo lugar na lista feminina. Em outra pesquisa feita com clientes da empresa telefônica NTT, ela foi escolhida a sexta personagem feminina de cabelo preto mais querida dos animes. A atriz Jamie Lee Curtis se mostrou fã da personagem e gostaria de interpretá-la na adaptação da Netflix, mas admite que é improvável por conta de sua idade.
A história de Robin é um dos pontos mais elogiados da série, descrito como forte e comovente. Os arcos de Water 7 e Enies Lobby estão dentre os mais bem avaliados pela crítica e parte do sucesso de ambos é creditada a participação da personagem. O episódio 278 do anime, em que Robin confia em sua tripulação e confessa pela primeira vez quer viver com eles, é tido como um dos melhores e favoritos dos fãs.

### Impacto cultural
Desde sua introdução, Robin se tornou uma grande inspiração para cosplay, especialmente por vestir tantas roupas diferentes ao longo do mangá e anime. Ela já foi desenhado por Haruto Umezawa, autor de Hareluya II Bøy e Bremen, em seu estilo próprio de arte durante uma comemoração de One Piece. A empresa japonesa PLACOLE WEDDING, organizadora de casamentos, lançou um design de vestido de noiva inspirado em Robin. Ela foi retratada em um vestido roxo com bordados florais e um buquê com anêmonas, flor que representa “verdade”. Robin já se mostrou assunto de discussões e análises acadêmicas. Na monografia "O Fenômeno Midiático One Piece: Uma Análise do Feminino Através das Personagens Nami e Nico Robin no Anime", a doutora e mestre Francieli Fantoni pela Universidade Federal de Santa Maria debate quatro personalidades de Robin (vilã, donzela, sedutora e heroína) enquanto conclui que ela representa a mulher que, apesar de ainda frági, está migrando para uma maior liberdade. A autora ainda traça comparações da história de Robin com elementos do mundo real como escravidão e a bomba atômica.
Uma estátua de bronze de Nico Robin foi erguida na Universidade Tokai na vila Minamiaso em Aso como parte de uma iniciativa em homenagem ao criador da obra, Eiichiro Oda, que doou uma quantidade considerável de dinheiro à sua terra natal após a devastação do terremoto de 2011. A personagem aparece anualmente no parque Universal Studios Japan para o espetáculo One Piece Premier Show onde atores se vestem a caráter. Ela e outros personagens da série também marcaram presença nas diversas atrações do parque temático Tokyo One Piece Tower até o fechamento do parque em 2020 devido à pandemia de COVID-19. Robin ainda foi interpretada por Emiya Ichikawa na peça de teatro kabuki "Super Kabuki II: One Piece" lançada em 2015. Uma versão estudantil de Robin aparece nos comerciais centrados em Zoro, Nami e Vivi da campanha "Hungry Days" feita pela Nissin para promover seu macarrão instantâneo.